# نمایندگی تناسبی

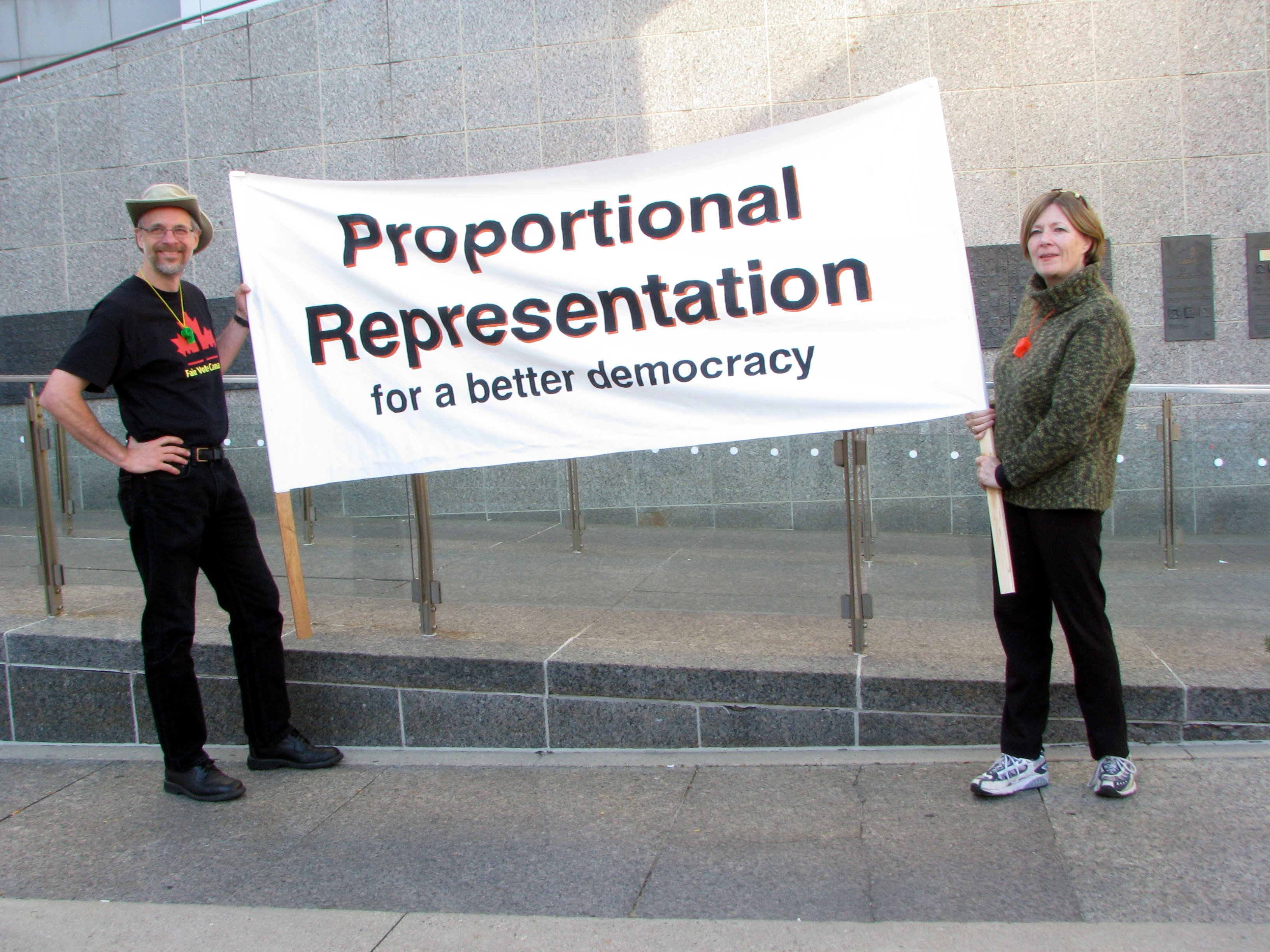
فعالانی که در سپتامبر ۲۰۱۳ برای نمایندگی تناسبی در کانادا کمپین کردند

نمایندگی تناسبی انواعی از نظام‌های انتخاباتی در کشورهای چندحزبی است که بر طبق آن هر حزب به نسبت تعداد آرایی که کسب می‌کند در پارلمان صاحب کرسی می‌شود.
در نظام‌های تناسبی، برخلاف نظام‌های اکثریتی که به موجب آن واجدین نصف به علاوه یک، همه کرسی‌ها را به خود اختصاص می‌دهند، هر حزب یا گروهی به تناسب آرای خود می‌تواند صاحب کرسی نمایندگی باشد. به این ترتیب نظام تناسبی، بر ارائه فهرست از طرف احزاب مبتنی است و انتخابات تنها در یک مرحله انجام می‌شود. در چنین نظامی، حوزه‌های انتخاباتی باید به اندازه کافی وسیع و پرجمعیت باشد تا در هر حوزه لااقل ۴ تا ۵ نفر برای انتخاب شدن لازم باشد.
با توجه به مشکلات نظام‌های اکثریتی، بسیاری از کشورها به انتخابات به شیوه‌های تناسبی روی آوردند. در این نظام‌ها برخلاف نظام‌های اکثریتی، هر حزب یا جناحی می‌تواند در عین مغلوب شدن در صحنه انتخابات، صاحب کرسی نمایندگی شود. در این نظام‌ها باید کرسی‌ها را بین نامزدها تقسیم کرد. تقسیم کرسی‌ها میان احزاب، گاه به شیوه‌های بسیار پیچیده‌ای صورت می‌پذیرد. تقسیم کرسی‌ها در دو سطح مختلف انجام می‌شود. از یک سو باید تعداد کرسی‌های هر فهرست را تعیین کرد و از سوی دیگر به تقسیم کرسی‌های هر فهرست پرداخت.
نمایندگی تناسبی در میان دموکراسی‌های غربی به روش غالب مبدل شده‌است. ۲۱ کشور از ۲۸ کشور اروپای غربی از این روش استفاده می‌کنند. برخی از آن‌ها به ترتیب حروف الفبا عبارتند از: آلمان، اتریش، اسپانیا، ایرلند، بلژیک، پرتغال، دانمارک، سوئد، سوئیس، فنلاند، قبرس، لوکزامبورگ، مالت، نروژ، هلند و یونان

## تاریخچه
نمایندگی تناسبی ابتدا در اروپای قرن ۱۹ به منظور برطرف نمودن معایب نظام‌های اکثریتی رشد و نمو یافت. بریتانیا از روش اکثریت نسبی استفاده می‌کرد ولی اغلب کشورهای اروپایی دیگر از اکثریت ساده. تلاش‌هایی برای اصلاح آن روش‌ها صورت گرفت اما سرانجام مشخص شد که چه روش‌های مبتنی بر اکثریت نسبی و چه اکثریت ساده باعث می‌شوند کرسی‌ها به طرز ناعادلانه‌ای بین احزاب تسهیم شود. اواخر قرن نوزدهم همزمان بود با دادن حق رأی به اقشار مختلف مردم (مثلاً کارگران و زنان). کم‌کم در این کشورها احزاب عمومی متشکل از توده‌های مردمی شکل گرفت و این احزاب به سهم‌خواهی برخاستند.
اولین جرقه‌ها برای گذار به نمایندگی تناسبی در بلژیک و سوئیس زده شد. جمعیت این دو کشور متشکل از گروه‌های مختلف قومی و مذهبی است و شهروندان خواستار روشی بودند که متضمن تسهیم عادلانهٔ کرسی‌های پارلمان باشد. آنان نیک دریافته بودند که روش‌های اکثریتی از عهدهٔ این وظیفهٔ خطیر برنخواهند آمد. بلژیک در سال ۱۸۹۹ با اتخاذ نمایندگی تناسبی اولین چراغ را روشن کرد. فنلاند در ۱۹۰۶ و سوئد در ۱۹۰۷ به این روند پیوستند. از این پس گذار به نمایندگی تناسبی سرعت و جدیت گرفت به نحوی که تا سال ۱۹۲۰ اکثر کشورهای اروپای قاره‌ای این روش را برگزیده بودند.
در سرتاسر قرن بیستم روند گذار از نظام‌های اکثریتی به تناسبی ادامه یافت. در دههٔ ۱۹۹۰ تقریباً دو سوم دموکراسی‌های نوظهور اروپای شرقی و جمهوری‌های متشکله پس از فروپاشی شوروی به نمایندگی تناسبی یا نیمه‌تناسبی روی آوردند. از میان کشورهای انگلیسی‌زبان نیز اخیراً نیوزیلند، اسکاتلند، و ولز به این جرگه پیوسته‌اند.

## ویژگی‌ها
روش‌های مبتنی بر نمایندگی تناسبی (فهرستی، ترکیبی، و رأی انتقال‌پذیر) در ویژگی‌های زیر مشترک‌اند:
حوزه‌های چند نماینده‌ایبه جای انتخاب یک نماینده از هر حوزه، در نمایندگی تناسبی حوزه‌ها باید به اندازهٔ کافی بزرگ باشند تا چند نماینده از آن حوزه انتخاب شود. اندازهٔ حوزه‌ها در نقاط مختلف جهان متفاوت است. در ایرلند از حوزه‌های کوچک سه تا پنج نفره استفاده می‌شود، در هلند کل کشور یک حوزهٔ بزرگ ۱۵۰ نفره محسوب می‌شود و در بلژیک اندازهٔ حوزه‌ها از ۵ تا ۴۸ متغیر است.
نفی «همه مال برنده»همهٔ روش‌های مبتنی بر حوزه‌های تک‌نماینده از قاعدهٔ «همه مال برنده» تبعیت می‌کنند. یک حزب بالاخره در آن حوزهٔ تک‌نماینده برنده خواهد شد و تمام نمایندگی را از آن خود خواهد کرد. در عوض نمایندگی تناسبی این امکان را فراهم می‌آورد که در هر حوزه چند حزب حائز کرسی شوند که باعث می‌شود اعضای پارلمان نمایندگی طیف وسیع‌تری از رأی‌دهندگان را بر عهده داشته باشند. در روش‌های اکثریتی اعضای پارلمان فقط از ۴۰ تا ۶۰ رأی‌دهندگان نمایندگی می‌کنند حال آنکه این میزان در نمایندگی‌های تناسبی به ۸۰ تا ۹۰ درصد رأی‌دهندگان می‌رسد.
تخصیص متناسب کرسی‌هاهر حزب به تناسب میزان آرای دریافتی صاحب کرسی می‌شود. این مهم‌ترین اصل نمایندگی تناسبی است؛ مثلاً اگر حوزه‌ای ده نماینده داشته باشد و ۵۰ درصد آرا متعلق به دموکرات‌ها، ۳۰ آرا متعلق به جمهوری‌خواهان و ۲۰ آرا متعلق به حزب سوم باشد، احزاب به ترتیب صاحب ۵ و ۳ و ۲ کرسی خواهند شد. هر چه حوزه‌ها کوچک‌تر باشند حفظ این تناسب سخت‌تر خواهد شد لذا کرسی‌ها در حوزه‌های بزرگ‌تر متناسب‌تر تسهیم می‌شوند.
تأکید بر هویت حزبیدر این روش لازم است رأی‌دهندگان به جای تعلقات جغرافیایی، به حزب دلخواه و مرام سیاسی‌شان احساس وابستگی کنند و هویت خود را با آن بشناسند. با این توجیه که در گذشته، مردم در همان محلی که به دنیا می‌آمدند، زندگی می‌کردند و می‌مردند ولی در عصر نوین ارتباطات، مردم کمتر به محل زندگی‌شان احساس وابستگی می‌کنند. رأی‌دهندگان بیشتر خود را با توصیفاتی چون محافظه‌کار، لیبرال، میانه‌رو و . . . می‌شناسند تا مثلاً خراسانی و کرمانی و . . .
حد نصاب پایینحد نصاب کمترین میزان رأیی است که یک حزب برای تصاحب حداقل یک کرسی در یک حوزهٔ معین نیاز دارد. در روش‌های مبتنی بر اکثریت این حد نصاب برابر با نصف آراء به‌علاوهٔ یک است. حال آنکه این حد نصاب در نمایندگی‌های تناسبی به صورت قراردادی تعیین شده و می‌تواند مثلاً ۵ درصد یا ۱۰ درصد آرا باشد. در سال ۱۹۹۲ اسرائیل این حد نصاب را بالاتر برد تا کار احزاب کوچک‌تر را برای ورود به کنست سخت‌تر کند.

## محاسن

### تسهیم عادلانه
| کشور          | نظام انتخاباتی            | سهم زنان |
| ------------- | ------------------------- | -------- |
| ایسلند        | تناسبی (فهرست حزب)        | ۴۷٫۶٪    |
| سوئد          | تناسبی (فهرست حزب)        | ۴۳٫۶٪    |
| آفریقای جنوبی | تناسبی (فهرست حزب)        | ۴۲٫۰٪    |
| نروژ          | تناسبی (فهرست حزب)        | ۳۹٫۶٪    |
| بلژیک         | تناسبی (فهرست حزب)        | ۳۹٫۳٪    |
| اسپانیا       | تناسبی (فهرست حزب)        | ۳۹٫۱٪    |
| هلند          | تناسبی (فهرست حزب)        | ۳۷٫۳٪    |
| آلمان         | مختلط (تناسبی)            | ۳۶٫۵٪    |
| سوئیس         | تناسبی (فهرست حزب)        | ۳۲٫۰٪    |
| نیوزیلند      | مختلط (تناسبی)            | ۳۱٫۴٪    |
| ایتالیا       | مختلط                     | ۳۱٫۰٪    |
| بریتانیا      | اکثریتی (نخست‌نفری)        | ۲۹٫۶٪    |
| استرالیا      | اکثریتی (رأی بدیل)        | ۲۸٫۷٪    |
| فرانسه        | اکثریتی                   | ۲۶٫۲٪    |
| کانادا        | اکثریتی (نخست‌نفری)        | ۲۶٫۰٪    |
| چین           | تناسبی (فهرست حزب)        | ۲۳٫۶٪    |
| ایرلند        | تناسبی (تک‌رأی انتقال‌پذیر) | ۲۲٫۲٪    |
| آمریکا        | اکثریتی (نخست‌نفری)        | ۱۹٫۲٪    |
| اندونزی       | تناسبی (فهرست حزب)        | ۱۷٫۱٪    |
| کرهٔ جنوبی     | مختلط (موازی)             | ۱۷٫۰٪    |
| ترکیه         | تناسبی (فهرست حزب)        | ۱۴٫۹٪    |
| روسیه         | مختلط (موازی)             | ۱۲٫۷٪    |
| هند           | اکثریتی (نخست‌نفری)        | ۱۲٫۰٪    |
| ژاپن          | مختلط (موازی)             | ۹٫۵٪     |

مهمترین اصل در تکوین نمایندگی تناسبی اصل رعایت عدالت در تسهیم کرسی‌ها بین احزاب بوده‌است و تعجبی ندارد که نمایندگی تناسبی از این حیث عملکرد بسیار موفق‌تری نسبت به همتایانش دارد، حتی اگر این عدالت در حد تمام و کمال نباشد. اگر حزبی ۴۰ درصد آرا را به دست آورد تقریباً ۴۰ درصد کرسی‌ها را هم تصاحب می‌کند. این میزان در روش‌های اکثریتی می‌تواند بین ۲۰ تا ۶۰ درصد متغیر باشد. در انتخابات شورای شهر نیویورک در سال ۱۹۳۷ از روش نمایندگی تناسبی استفاده شد. دموکرات‌ها ۴۷ درصد آرا را بردند و ۵۰ درصد کرسی‌ها را تصاحب کردند که نتیجه‌ای تقریباً عادلانه بود. ولی در انتخابات ۱۹۴۹ شورای شهر نیویورک از روش اکثریتی در حوزه‌های تک‌نماینده استفاده شد و با آنکه دموکرات‌ها تنها ۵۲٫۶ درصد آرا را برده بودند، ۹۶ درصد کرسی‌ها (۲۴ از ۲۵) را تصاحب کردند.
نمایندگی تناسبی احتمالاً به‌طور عادلانه‌تری به اقلیت‌های قومی و نژادی شانس برگزیدن نمایندگان دلخواهشان را می‌دهد. این مشکلی ظاهراً لاینحل در حوزه‌های انتخابیهٔ تک‌نماینده است؛ مثلاً در آمریکا سفیدپوستان در بیشتر حوزه‌های تک‌نماینده در اکثریت‌اند و بسیار نامحتمل می‌نماید که اقلیت‌ها برندهٔ آن تک‌کرسی شوند. مزیت استفاده از حوزه‌های چند نماینده‌ای در نمایندگی تناسبی این است که همهٔ گروه‌های قومی–نژادی (اعم از سفیدان و سیاهان) سهم عادلانه‌ای از نمایندگی می‌برند؛ مثلاً حوزه‌ای با ۵ نماینده را در نظر بگیرید که سیاهان ۲۲ درصد جمعیت آن حوزه را تشکیل می‌دهند. اگر همهٔ آن‌ها از یک نامزد سیاه‌پوست حمایت کنند، آن نامزد یک کرسی از ۵ کرسی موجود را تصاحب خواهد کرد. به‌کارگیری این شیوه مخصوصاً زمانی مفید است که اقلیت‌های قومی در یک ناحیهٔ جغرافیایی متمرکز نباشند و در عوض در کل کشور پراکنده شده باشند.
همچنین نمایندگی تناسبی احتمالاً به‌طور عادلانه‌تری به زنان شانس راهیابی به پارلمان را می‌دهد؛ مثلاً در آمریکا که از روش اکثریت ساده در حوزه‌های تک‌نماینده استفاده می‌شود سهم زنان از کرسی‌های مجلس سفلی بسیار پایین‌تر از کشورهای اسکاندیناوی است که از نظام نمایندگی تناسبی با فهرست حزبی استفاده می‌کنند. گذشته از نگاه و فرهنگ سنتی‌تری که در آمریکا نسبت به نقش زنان در عرصهٔ سیاست و اجتماع وجود دارد، پژوهشگران متفق‌القول‌اند که نظام انتخاباتی اکثریتی نیز به این امر دامن زده و از عوامل کلیدی این معضل به‌شمار می‌رود. نقش نظام‌های انتخاباتی در سهم زنان از کرسی‌ها در کشورهایی چون آلمان و نیوزیلند که از روش مختلط استفاده می‌کنند بارز است. در آن کشورها نیمی از اعضای مجلس به روش اکثریتی از حوزه‌های انتخابیهٔ تک‌نماینده وارد پارلمان می‌شوند و نیم دیگر به روش نمایندگی تناسبی با فهرست‌های حزبی. در انتخابات ۱۹۹۴ بوندستاگ آلمان سهم زنان از کرسی‌های اکثریتی تنها ۱۳٪ (تقریباً برابر آمریکا) ولی از کرسی‌های تناسبی ۳۹٪ بود. در انتخابات ۱۹۹۹ نیوزیلند این ارقام به ترتیب ۲۴٪ و ۴۰٪ بودند.
پژوهشگران دلیل این افزایش سهم را افزایش میزان نامزد شدن زنان و بالتبع بالا رفتن شانس انتخاب شدنشان می‌دانند. احزاب به جای معرفی یک نامزد به ازای هر حوزهٔ تک‌نماینده، در حوزه‌های چند نماینده‌ای یک نامزدنامه (فهرست حزبی) منتشر می‌کنند که متشکل از چند نماینده است؛ مثلاً هر حزب برای یک حوزهٔ ۵ نماینده‌ای یک فهرست ۵ نفره را منتشر می‌کند. اگر حزب ۲ زن را وارد فهرست کرده باشد و موفق به کسب به ۳ کرسی شود، به احتمال زیاد یک زن به پارلمان راه خواهد یافت. اما اگر فهرستٔ حزبی فقط متشکل از مردان باشد، رأی‌دهندگان به‌سادگی متوجه این امر شده، حزب را به داشتن نگاه جنسیتی متهم می‌کنند و حزب آرای فمنیست‌ها را از دست خواهد داد؛ بنابراین احزاب خودبخود متحمل نوعی فشار درونی برای گنجاندن زنان در فهرست‌هایشان خواهند شد. از دیگر دلایل افزایش سهم زنان از کرسی‌ها در کشورهایی با نظام تناسبی این است که ممکن است احزاب بنا بر آیین‌نامهٔ درونی‌شان حداقل سهمیه‌ای را به زنان اختصاص می‌دهند؛ مثلاً چند حزب در سوئد، خودخواسته خود را ملزم کرده‌اند که حداقل ۴۰٪ اشخاص فهرست زنان باشند.

### رأی‌دهی صادقانه
چون حد نصاب در نمایندگی‌های تناسبی پایین است، رأی‌های کمتری هرز می‌روند. احزاب برندهٔ ۳۰ درصد آرا در روش‌های اکثریتی هیچ سهمی نمی‌برند حال آنکه در نمایندگی تناسبی صاحب ۳۰ درصد کرسی‌ها خواهند شد. در نمایندگی تناسبی رأی‌دهندگان بیشتری در پارلمان نماینده خواهند داشت. در انتخابات ۱۹۹۴ مجلس نمایندگان آمریکا که به شیوهٔ اکثریتی در حوزه‌های تک‌نماینده برگزار شد فقط ۵۹ درصد رأی‌دهندگان در انتخاب اعضای مجلس نقش مؤثر ایفا کردند. این میزان در انتخابات مجلس آلمان در همان سال که به شیوهٔ نمایندگی تناسبی برگزار شد به ۸۰ درصد، و در انتخابات ۱۹۹۹ نیوزیلند به ۹۳ درصد رسید. طرفداران نمایندگی تناسبی استدلال می‌کنند که مردم نه تنها حق رأی، که حق نماینده داشتن هم دارند. آنان می‌گویند اگر قرار باشد آرای رأی‌دهندگان مؤثر واقع نشود و هدر رود، داشتن حق رأی عملاً بی‌فایده است.
چون احزاب کوچکتر برای راه یافتن به پارلمان در نمایندگی تناسبی نسبت به سایر روش‌ها از شانس بسیار بیشتری برخودارند، رأی‌دهندگان ترغیب می‌شوند صادقانه رأی دهند نه تاکتیکی. در روش‌های اکثریتی رأی دادن به احزاب کوچک حتی در اولین اولویت عملاً سودی در پی ندارد چون احتمالاً رأی رأی‌دهنده هرز می‌رود یا شاید حتی به انتخاب نامطلوب‌ترین نامزد هم کمک کند. با افزایش شانس ورود احزاب کوچک به پارلمان، رأی‌دهندگان می‌توانند صادقانه به نامزد محبوبشان رأی دهند و مجبور به «انتخاب بین بد و بدتر» نباشند.
نامزدان رأی‌شکن مشکلی رایج در انتخابات اکثریتی در حوزه‌های تک‌نماینده هستند. اینان یا مستقل‌اند یا از اعضای احزاب کوچک و باعث پراکنده شدن آرای یک حزب بزرگ و برنده شدن حزب رقیب خواهند شد به گونه‌ای که اگر نامزد رأی‌شکن وجود نمی‌داشت حزب رقیب نمی‌توانست برندهٔ انتخابات باشد. در انتخابات ریاست‌جمهوری ۲۰۰۰ آمریکا برخی از دموکرات‌ها نامزدی رالف نیدر را علت اصلی شکست ال گور از جرج بوش دانستند. در نمایندگی تناسبی آرای احزاب کوچکتر اغلب به نفع خود همان احزاب تمام خواهد شد و ناخواسته به انتخاب دیگر احزاب بزرگ یاری نخواهند رساند.

### نظام چندحزبی و انتخابات رقابتی‌تر
نمایندگی تناسبی به دلیل حد نصاب‌های پایین، به احزاب کوچکتر امکان حیات و نقش‌آفرینی می‌دهد. حال آنکه در نظام‌های اکثریتی احزاب کوچک‌تر عملاً هیچ شانسی برای ورود به پارلمان ندارند. امکان ادامهٔ حیات برای احزاب کوچک‌تر، خود بروز نظام چندحزبی را ممکن می‌کند. منتقدان می‌گویند نمایندگی تناسبی الزاماً به نظام چندحزبی منجر می‌شود ولی طرفداران این الزام را رد کرده و صرفاً روی امکان تأکید می‌کنند. به عقیدهٔ طرفداران، نمایندگی تناسبی هیچ نظامی اعم از تک‌حزبی، دوحزبی، یا چندحزبی را ایجاد نمی‌کند بلکه صرفاً خواست جامعه را منعکس می‌کند. اینان می‌گویند اگر جامعه خود دوقطبی باشد، به‌کارگیری نمایندگی تناسبی منجر به نظام دوحزبی می‌شود و اگر جامعه تنوع‌طلب‌تر باشد، نظام چندحزبی تشکیل می‌شود. در انتخابات ۱۹۸۸ اسرائیل ۱۵ حزب به پارلمان راه یافتند. در هلند نیز چندین بار بیش از ۱۲ حزب موفق به کسب کرسی در پارلمان شده‌اند. هر دوی این کشورها حد نصاب بسیار پایینی (در حد یک درصد) داشته‌اند. در آلمان که از حد نصاب معتدل‌تر ۴ تا ۵ درصد استفاده می‌شود معمولاً ۴ یا ۵ حزب به پارلمان راه می‌یابند.
همین که حیات احزاب کوچک ممکن شد، تنوع و گسترهٔ انتخاب رأی‌دهندگان نیز افزایش می‌یابد چون خود را ملزم به رأی‌دادن به یکی از احزاب بزرگ نمی‌دانند.
یکی از مشکلات نظام اکثریتی در حوزه‌های تک‌نماینده ایجاد «کرسی‌های امن» است. ممکن است در برخی از حوزه‌ها یکی از احزاب آنقدر محبوب باشد که دیگر احزاب عملاً شانسی برای پیروزی نداشته باشند و رقابتی شکل نگیرد. طرفداران نمایندگی تناسبی معتقدند در این نظام همهٔ کرسی‌ها رقابتی هستند چون حتی احزاب اقلیت هم حائز شانس تصاحب حداقل یک کرسی هستند. در انتخابات ۱۹۹۸ کنگرهٔ آمریکا ۴۱٪ کرسی‌ها عملاً بدون رقابت واقعی تصاحب شد چون یکی از دو حزب بزرگ (که خود نیک می‌دانست در آن حوزه در اقلیت قرار دارد) حتی به خود زحمت معرفی نامزد را نداد. از آن طرف منتقدان نمایندگی تناسبی مدعی‌اند گرچه در این نظام احزاب زیادی حائز کرسی خواهند شد ولی «کرسی‌های امن» هم همچنان وجود دارند. اگر یک حزب بزرگ در حوزه‌ای ۱۰ نفره، چندین بار پشت سر هم ۳ تا ۴ کرسی را ببرد، می‌توان اینچنین برداشت کرد که حداقل خیالش از تصاحب دو کرسی اول راحت است؛ بدین معنی که ناممکن است آن دو کرسی را در انتخابات آتی از دست بدهد؛ لذا دو نفر اول فهرست حزب، عملاً درگیر رقابت‌های انتخاباتی نمی‌شوند مگر رقابت‌های دورن‌حزبی.

### عاری از کژحوزه‌بندی
حوزه‌ها در نمایندگی تناسبی، برعکس نظام‌های اکثریتی، باید بزرگ و پهناور باشند لذا از اهمیت مرزهای جغرافیایی کاسته می‌شود و انگیزهٔ کژحوزه‌بندی از بین می‌رود. کژحوزه‌بندی آن است که نمایندگان کنونی پیش از آغاز دور جدید انتخابات، با سوءاستفاده از قدرت و اختیارات خویش، خطوط مرزی حوزه‌های نمایندگی را به سود حزب خود تغییر دهند؛ مثلاً وقتی مجلس دست دموکرات‌ها باشد ممکن است مرزهای یک حوزه را به‌گونه‌ای دستکاری کنند که جمهوری‌خواهان در اقلیت ۳۰ درصدی (اقلیت دندان‌گیر) قرار گیرند و ۳۰٪ آرای آنان هرز رود. ولی در نمایندگی تناسبی چون اقلیت‌ها هم صاحب سهم خواهند شد، جمهوری‌خواهان به اندازهٔ همان ۳۰٪ صاحب کرسی خواهند شد و محروم کردن اقلیت‌ها از تصاحب کرسی عملاً ناممکن خواهد بود.
با وجود این، منتقدان معتقدند نمایندگی تناسبی کژحوزه‌بندی را به‌کلی از بین نمی‌برد. آنان انتخابات ایرلند را شاهد می‌گیرند که حوزه‌های کوچکی با ۳ یا ۴ نفر را هم در بر می‌گیرد. در این حوزه‌های کوچک ۳ نفره حد نصاب ۲۵٪ است یعنی احزاب برای بردن یک کرسی باید حداقل ۲۵٪ آرا را تصاحب کنند؛ بنابراین نمایندگان کنونی می‌توانند مرزهای جغرافیایی حوزه‌ها را بگونه‌ای باز ترسیم کنند که حزب رقیب در یک اقلیت ۲۰ درصدی گیر کند و از تصاحب کرسی محروم شود. به همین دلیل است که دانشمندان علوم سیاسی به طراحان نظام نمایندگی تناسبی توصیه می‌کنند که اندازهٔ حوزه‌ها را با حداقل ۵ یا ۶ نماینده تعریف کنند تا امکان کژحوزه‌بندی عملاً از میان رود.

### کارزارهای صادقانه و برنامه‌محور، نه تخریبی
طرفداران نمایندگی تناسبی معتقدند در نظام‌های تناسبی، نامزدان در کارزارهای تبلیغاتی با رأی‌دهندگان صادقانه‌تر و با خلوص بیشتری رفتار می‌کنند. در حوزه‌های تک‌نماینده نامزدان باید نظر مساعد خیل رأی‌دهندگان را جلب کنند وگرنه شکست می‌خورند. اگر آنان دربارهٔ موضوعات مناقشه‌برانگیزی چون همجنس‌گرایی یا سقط جنین اعلام موضع کنند، احتمال دارد برخی از رأی‌دهندگان از آن‌ها روی‌گردان شوند بنابراین به‌جای بحث بر روی مسائل مهم، سعی می‌کنند صرفاً تصویر جذابی از خود را ترسیم کنند. ولی در نظام‌های تناسبی نامزدان لازم نیست برای تصاحب کرسی حمایت خیل عظیمی از رأی‌دهندگان را جلب کنند بنابراین صادق بودن با رأی‌دهندگان ممکن است کمتر ایجاد مشکل کند. آنان می‌توانند برنامه‌ها و عقاید خود را صادقانه، حتی به قیمت از دست دادن حمایت تعداد زیادی از رأی‌دهندگان مطرح کنند ولی همچنان شانس بالایی برای تصاحب کرسی داشته باشند.
نظام‌های دو حزبی این امکان را برای نامزدان فراهم می‌کنند که نسبت به سیاست‌هایشان موضعی مبهم بگیرند. آنان فقط کافی است آنقدر صراحت به خرج دهند که خود را از نامزد رقیب متمایز کنند نه بیشتر؛ مثلاً نامزد دموکرات دربارهٔ محیط زیست کافی است صرفاً بگوید که از نامزد جمهوری‌خواه بیشتر حامی محیط زیست است. اما در نظام‌های چندحزبی هر نامزد باید به‌طور کاملاً شفافی اعلام موضع کند تا نسبت به سایر نامزدان در هر دو سوی طیف (راست و چپ) متمایز گردد؛ بنابراین نامزد دموکرات باید دقیقاً توضیح دهد که چگونه خود را از یک سو با نامزد جمهوری‌خواه و از سوی دیگر با نامزد سبزها مقایسه می‌کند. این امر باعث می‌شود که نامزدان به‌جای کلی‌گویی وارد مصداق‌ها شوند. دقیقاً توضیح دهند که آیا از کاهش تولید گازهای گلخانه‌ای حمایت می‌کنند؟ دقیقاً کدام گازها؟ تا چه اندازه؟ و با چه جدول زمانی‌ای؟
حضور چندین حزب احتمالاً باعث کاهش کارزارهای تخریبی خواهد شد. در نظام‌های دوحزبی هر نامزد با تخریب شدید رقیب می‌تواند شانس پیروزی خودش را به‌طور چشمگیری افزایش دهد؛ مثلاً اگر نامزد جمهوری‌خواه با هجمه‌ای شدید در جهت تخریب وجههٔ نامزد دموکرات بکوشد، یا طرفداران او را به سوی خود می‌کشد یا آنان را از شرکت در انتخابات دلسرد می‌کند که در هر دو حالت قضیه به نفع او تمام خواهد شد. اما اگر حزب سومی در کار باشد، تخریب رقیب احتمالاً مؤثر واقع نخواهد شد چون حتی اگر نامزد جمهوری‌خواه بتواند طرفداران نامزد دموکرات را از او دلسرد کند، هیچ تضمینی وجود ندارد که آنان به اردوی او ملحق شوند، آنان می‌توانند از نامزد حزب سوم حمایت کنند؛ بنابراین انگیزهٔ کارزارهای تخریبی کاهش می‌یابد.

### رضایت عمومی و مشارکت بالا
| کشور     | نظام انتخاباتی     | مشارکت | سال          |
| -------- | ------------------ | ------ | ------------ |
| بلژیک    | تناسبی (فهرست حزب) | ۸۹٫۴٪  | ۲۰۱۴         |
| دانمارک  | تناسبی (فهرست حزب) | ۸۵٫۹٪  | ۲۰۱۵         |
| سوئد     | تناسبی (فهرست حزب) | ۸۵٫۸٪  | ۲۰۱۴         |
| ایسلند   | تناسبی (فهرست حزب) | ۷۹٫۲٪  | ۲۰۱۶         |
| ایتالیا  | مختلط              | ۷۵٫۲٪  | ۲۰۱۳         |
| هلند     | تناسبی (فهرست حزب) | ۸۱٫۹٪  | ۲۰۱۷         |
| نروژ     | تناسبی (فهرست حزب) | ۷۸٫۲٪  | ۲۰۱۳         |
| اتریش    | تناسبی (فهرست حزب) | ۷۴٫۹٪  | ۲۰۱۳         |
| آلمان    | مختلط (تناسبی)     | ۷۱٫۵٪  | ۲۰۱۳         |
| اسپانیا  | تناسبی (فهرست حزب) | ۶۹٫۸٪  | ۲۰۱۶         |
| کانادا   | اکثریتی (نخست‌نفری) | ۶۸٫۳٪  | ۲۰۱۵         |
| بریتانیا | اکثریتی (نخست‌نفری) | ۶۶٫۱٪  | ۲۰۱۵         |
| آمریکا   | اکثریتی (نخست‌نفری) | ۵۶٫۰٪  | ۲۰۱۰ تا ۲۰۱۶ |
| فرانسه   | اکثریتی            | ۵۵٫۴٪  | ۲۰۱۲         |

طرفداران نمایندگی تناسبی معتقدند در این نظام موکلان برای برقراری ارتباط با وکلا و طرح مشکلات و خواسته‌هایشان بیشتر احساس راحتی می‌کنند. به گفتهٔ آنان در حوزه‌های تک‌نماینده بخش قابل توجهی از موکلان مایل نیستند خواسته‌هایشان را نزد تنها وکیلی که به حزب رقیب تعلق دارد مطرح کنند چون احساس می‌کنند آن نماینده نسبت به نگرانی‌های ایشان بی‌توجه است. اما در حوزه‌های چند نماینده موکلان به چندین وکیل از احزاب مختلف دسترسی دارند و به احتمال بیشتری می‌توانند یک گوش شنوای دلسوز بیابند.
نظام‌های تناسبی عموم مردم را راضی نگه می‌دارند. در نظرسنجی‌ای که در سال‌های ۱۹۹۵ و ۱۹۹۶ در ۱۸ کشور انجام گرفت از شرکت‌کنندگان پرسیده شد که چقدر از «عملکرد دموکراسی کشورشان راضی‌اند؟» هدف مقایسهٔ نظام‌های اکثریتی با نظام‌های مبتنی بر اجماع بود. نمایندگی تناسبی، نظام چندحزبی، کابینهٔ ائتلافی، نظام دومجلسی از ویژگی‌های نظام‌های مبتنی بر اجماع در نظر گرفته شده بودند. نتایج از این قرار بود که شهروندان نظام‌های اجماعی نسبت به نظام‌های اکثریتی از عملکرد دموکراسی کشورشان بسیار راضی‌تر بودند که البته جای تعجب ندارد چون در نظام‌های تناسبی انواع و اقسام دیدگاه‌ها در پارلمان صاحب نمایندگی می‌شوند و ترکیب و تنوع اعضای پارلمان شباهت بیشتری به آنِ جامعه دارد.
میزان مشارکت مردم در انتخابات در نظام‌های تناسبی بالاتر از نظام‌های اکثریتی است. بجز نظام انتخاباتی عوامل دیگری هم در میزان مشارکت دخیل‌اند مثل روش ثبت‌نام و برگزاری انتخابات در آخر هفته. با این وجود، دانشمندان علوم سیاسی تخمین زده‌اند اگر در آمریکا از روش تناسبی استفاده شود میزان مشارکت ۱۲–۹٪ افزایش می‌یابد. در نظام‌های تناسبی دست رأی‌دهندگان برای انتخاب بازتر است چون تنوع نامزدان کار آن‌ها را برای انتخاب نامزد مورد علاقه آسان‌تر می‌کند. در ثانی آرای بی‌اثر به نفع آرای مؤثر به شدت کاهش می‌یابند و رأی‌دهندگان دلسرد نخواهند شد. در نهایت اینکه همهٔ حزب‌ها از شانس قابل توجهی برای تصاحب کرسی برخوردارند و بین اینکه حزب ۲۰٪ آرا را به دست آورد یا ۴۰٪ را تفاوتی مهم وجود دارد. آرای بیشتر به معنی کرسی‌های بیشتر است لذا رأی‌دهندگان انگیزه و محرک بیشتری برای رأی دادن دارند و احزاب هم در همهٔ حوزه‌ها طرفدارانشان را به حضور حداکثری فرا می‌خوانند. بالعکس در نظام‌های اکثریتی ۲۰٪ با ۴۰٪ فرقی ندارد و احزاب هم فقط در حوزه‌هایی که عملاً شانس پیروزی دارند به فعالیت می‌پردازند.

### حاکمیت اکثریت و میانه‌روی سیاسی
یکی از انتقادهای جدی به نظام‌های اکثریتی آن است که ممکن است حزبی حائز اکثریت کرسی‌های پارلمان شود حال آنکه حائز اکثریت آرا نشده باشد. این اکثریت جعلی اصلاً نادر نیست و بالعکس مکرراً رخ می‌دهد. در بریتانیا حزب محافظه‌کار بیش از ۲۰ سال اکثریت کرسی‌های پارلمان را در دست داشت ولی هیچ وقت نتوانسته بود بیشتر از ۴۵٪ آرا را برنده شود. طرفداران نمایندگی تناسبی این اکثریت جعلی را در تضاد با روح اصل دموکراتیک حاکمیت اکثریت می‌دانند: حزبی حاکمیت را در دست دارد که مورد مخالفت اکثریت رأی‌دهندگان است. به عقیدهٔ ایشان احتمال اینکه نظام‌های تناسبی، اکثریت جعلی بسازند به شدت کاهش می‌یابد. در این نظام‌ها اکثریت حاکم معمولاً ائتلافی از احزاب است که حقیقتاً اکثریت رأی‌دهندگان را پشت خود دارند. بنا بر مطالعهٔ انجام‌گرفته در نظام‌های تناسبی فقط در ۹٪ موارد اکثریت جعلی شکل گرفته‌است ولی این رقم برای نظام‌های اکثریتی به بزرگی ۴۳٫۷٪ است.
نظام‌های اکثریتی باعث نوسان گستردهٔ سیاست‌های کلی حکومت خواهند چرا که دولت متناوباً بین احزاب چپ و راست دست‌به‌دست می‌شود و حزب حاکم به محض رسیدن به قدرت، سیاست‌های حزب رقیب را متوقف کرده و برنامه‌های خود را پیش می‌برد. در دههٔ ۱۹۷۰ دولت بریتانیا متناوباً بین حزب کارگر و محافظه‌کار دست‌به‌دست شد که این امر انتقاد صاحب‌نظران و دانشمندان را برانگیخت چون به‌جای پیروی از سیاست‌های ثابت و یکنواخت و به سود کل کشور، هر حزب به محض رسیدن به قدرت، سیاست‌های حزب قبلی را ۱۸۰ درجه به نفع خود تغییر می‌داد. تشکیل دولت ائتلافی بین چند حزب در نظام‌های تناسبی، احتمال میانه‌روی سیاسی را افزایش می‌دهد. معمولاً بدنهٔ اصلی ائتلاف را حزب میانه‌روی تشکیل می‌دهد که اندکی به سمت چپ یا راست متمایل است و برنامه‌های معتدل‌تری را دنبال می‌کند. تشکیل دولت جدید در پی برگزاری انتخابات موجب تغییر ۱۸۰ درجه‌ای سیاست‌های حکومت نخواهد شد و بنحوی متضمن ثبات است. در بریتانیا اگر احزاب کارگر و محافظه‌کار برای تشکیل دولت مجبور به ائتلاف با حزب میانه‌رو لیبرال دموکرات می‌شدند، سیاست‌های معتدل‌تری را پیش می‌گرفتند.

## معایب

### ائتلاف‌های ناپایدار و بن‌بست سیاسی
رایج‌ترین انتقاد از نمایندگی تناسبی، افزایش ناپایداری دولت به موازات افزایش احزاب است. هرچه تعداد احزاب راه‌یافته به پارلمان بیشتر شود، احتمال تصاحب اکثریت کرسی‌های پارلمان توسط تنها یک حزب کاهش یافته و برای تشکیل اکثریت، ائتلاف احزاب بزرگ و کوچک تنها چارهٔ باقی‌مانده‌است. منتقدان بر این باورند که این ائتلاف‌ها ممکن است شکننده باشند و سر بگومگوهای کوچک سیاسی از هم بپاشند. آنان ایتالیا را شاهدی بر این ادعایشان می‌گیرند که دهه‌ها گرفتار متلاشی شدن و تشکیل مجدد ائتلاف‌ها بود. طرفداران نمایندگی تناسبی در وهلهٔ اول اصل این انتقاد را پذیرفته ولی ناپایداری ائتلاف‌ها را بسیار اغراق‌شده می‌دانند. آنان می‌گویند ائتلاف‌ها تقریباً پایدار بوده‌اند و منتقدان نتوانسته‌اند شواهدی گسترده و سامانمند از ناپایداری ائتلاف‌ها ارائه دهند. به گفتهٔ آنان در میان خیل کشورهای اروپایی که دهه‌هاست از نمایندگی تناسبی استفاده می‌کنند ناپایداری ائتلاف‌ها مشکلی فراگیر نبوده و مخالفان تنها مشکل ایتالیا را پیراهن عثمان کرده‌اند. به عقیدهٔ آنان گرچه در نظام تناسبی تعداد احزاب حاضر در پارلمان بیشتر می‌شود، در عمل احزاب مایلند در قالب دو ائتلاف فراگیر چپ و راست به فعالیت بپردازند و عملاً مشابه نظام دوحزبی عمل کنند. به علاوه به محض تشکیل ائتلاف، انگیزهٔ احزاب برای حفظ آن به‌طور چشمگیری افزایش می‌یابد. این ائتلاف‌ها اکثراً برای چندین سال و گاه دهه‌ها پایدار مانده‌اند. حتی آنان پژوهشی را گواه گرفته‌اند که نشان می‌دهد دولت‌های برخاسته از نمایندگی تناسبی به همان اندازه، یا حتی بیشتر از، دولت‌های منبعث از نظام‌های اکثریتی پایدار مانده‌اند.
به گفتهٔ منتقدان وجود چندین حزب و احتمال تشکیل ائتلاف ناپایدار تصویب لوایح را در پارلمان سخت‌تر می‌کند و به بن‌بست سیاسی منجر می‌شود اما طرفداران به نبود مدرکی دال بر این ادعا در کشورهای اروپایی اشاره کرده و حتی سرعت و کارایی تصویب لوایح در پارلمان‌های اروپایی را از مال آمریکا بیشتر و بهتر دانسته‌اند. طرفداران نمایندگی تناسبی می‌گویند حتی در نظام‌های دوحزبی چون نظام آمریکا نیز معمول است که بخشی از اعضای یک حزب برای تصویب یک لایحهٔ خاص به حزب متبوع خویش پشت کرده، به حزب رقیب بپیوندد؛ مثلاً بارها مشاهده شده‌است که در جریان بررسی یک لایحهٔ معین، دموکرات‌های محافظه‌کار به نفع جمهوری‌خواهان رأی داده یا برعکس، جمهوری‌خواهان میانه‌رو به اردوی دموکرات‌ها پیوسته باشند.

### ائتلاف‌های زیادی پایدار
ممکن است ائتلاف احزاب در سیستم نمایندگی تناسبی آنقدر پایدار باشد که سلب قدرت از یک حزب دشوار شود. از مزایای نظام‌های دوحزبی و اکثریت‌های تک‌حزبی آن است که اگر مردم از حزب حاکم ناراضی شدند، به‌راحتی می‌توانند به حزب رقیب رأی دهند تا قدرت از دست حزب حاکم گرفته شود. در نظام‌های تناسبی، ممکن است یک حزب وجهه‌اش را نزد مردم از دست بدهد اما همچنان به عنوان جزئی از ائتلاف در قدرت بماند. به عنوان مثال اگر آرای مردمی یک حزب در یک انتخابات از ۴۸ درصد به ۳۸ درصد در انتخابات بعدی افت کند، آن حزب همچنان می‌تواند در ائتلاف با حزبی که ۲۰ درصد آرا را به دست آورده، در قدرت بماند. گاه از آلمان به عنوان یک نظام زیادی پایدار یاد می‌کنند. حزب دموکرات مسیحی آلمان در ائتلاف با حزب کوچک‌تر دموکرات آزاد تقریباً دو دهه، از ۱۹۹۲ تا ۱۹۹۸، در قدرت بود. منتقدان می‌گویند یکی از اهداف برگزاری انتخابات دموکراتیک آن است که مردم ناراضی بتوانند دولت ناکارآمد را از قدرت خلع کنند، ولی نمایندگی تناسبی این کار را دشوار می‌کند. موافقان استدلال می‌کنند که سلب قدرت از حزب حاکم در نظام‌های اکثریتی لزوماً ساده نیست. نفس مشکل «اکثریت ساختگی» در نظام‌های اکثریتی بدین معنی است که حتی وقتی مردم علیه حزب حاکم رأی می‌دهند، آن حزب همچنان می‌تواند در رأس قدرت بماند. حزب حاکم در بریتانیا در ۸ مورد از ۱۴ انتخابات سراسری برگزارشده بین سال‌های ۱۹۵۰ تا ۲۰۰۰، حتی وقتی اکثریت مردم علیه آن رأی داده‌اند، قدرت را حفظ کرده‌است.

### قدرت زیاد احزاب کوچک
در نظام‌های چندحزبی، یک حزب کوچک قادر است ائتلاف حاکم را تعیین کند؛ مثلاً اگر دو حزب بزرگ ۴۲ و ۳۸ درصد کرسی‌ها را صاحب شوند و حزبی کوچک ۲۰ درصد باقی‌ماندهٔ کرسی‌ها را، حزب کوچک مختار است با هر یک از احزاب بزرگ ائتلاف کند و دولت را تشکیل بدهد. در این صورت، در واقع حزب کوچک است که سرنوشت انتخابات را رقم خواهد زد، نه مردم. مشکل وقتی حاد می‌شود که حزب کوچک به‌جای حزب اول با حزب دوم ائتلاف کند. کنار گذاشته شدن حزب اول از قدرت، خودسرانه و غیردموکراتیک است. حامیان نمایندگان تناسبی می‌گویند که اگر احزاب را تحت فشار گذاشت تا شرکای ائتلافی‌شان را پیشاپیش اعلام کنند، از شدت این مشکل کاسته خواهد شد. افزون بر این، تنها در ۱۲ درصد موارد، حزب کوچکْ حزب دوم را به‌جای حزب اول به عنوان شریک ائتلافی انتخاب کرده‌است.
این نگرانی مطرح است که قدرت حزب کوچک در ائتلاف حاکم با سهمش از کرسی‌ها نامتوازن باشد. حزب کوچک قادر است با چانه زدن امتیازاتی را از شریک ائتلافی بزرگ‌ترش بگیرد که احتمالاً مورد تأیید اغلب رأی‌دهندگان نبوده‌است؛ مثلاً در اسرائیل گاه احزاب کوچک و شدیداً مذهبی توانسته‌اند با تهدید خروج از ائتلاف، برخی از طرح‌ها و سیاست‌هایشان را پیش ببرند. حامیان نمایندگی تناسبی داشتن حدی از قدرت و تأثیرگذاری را حق احزاب کوچک و جزو ذات تسهیم قدرت می‌دانند و معتقدند مواردی که حزب کوچک در نقش «دُمی که سگ را می‌جنباند» ظاهر شده، در اروپا نادر بوده‌است.

### مشکلات حوزه‌بندی
حوزه‌های انتخابیه در نظام‌های تناسبی باید به اندازهٔ کافی پهناور باشند. پهناوری حوزه‌ها ممکن است موجب افزایش هزینهٔ کارزارهای انتخاباتی شود، چون نامزدان مجبورند برای جلب آرا در منطقهٔ وسیع‌تری (مثلاً چندین شهر) فعالیت کنند. اما حامیان نمایندگی تناسبی بر این باورند چون در نظام‌های تناسبی معمولاً کسب ۱۰ تا ۲۰ درصد آرا برای انتخاب شدن کافی است، می‌توان قشر هدف و طرفداران احتمالی را شناسایی کرد و با برگزاری کارزاری هدفمند و حساب‌شده، هزینه‌ها را پایین نگه داشت.
حوزه‌های چند نمایندهٔ بزرگ در نظام‌های تناسبی ممکن است باعث فقدان تنوع جغرافیایی در نمایندگان پارلمان شود؛ مثلاً در هلند و اسرائیل، کل کشور یک حوزهٔ انتخابیهٔ بزرگ است و نمایندگان از روی فهرست‌های ملی انتخاب می‌شوند. در این صورت ممکن است برخی از مناطق جغرافیایی نماینده‌ای نداشته باشند تا از منافع محلی آن‌ها دفاع کند. حامیان نمایندگی تناسبی این مشکل را منحصر به دو کشور کوچک هلند و اسرائیل می‌دانند. در سایر کشورها فهرست احزاب در سطح محلی منتشر می‌شود تا از حضور همهٔ مناطق جغرافیایی در پارلمان اطمینان حاصل شود.
بزرگی حوزه‌ها ممکن است مانع شکل‌گیری رابطهٔ نزدیک بین نماینده و موکل شود. دوری فواصل و مشکلات حمل‌ونقل نیز مزید بر علت است. اما حامیان نمایندگی تناسبی استدلال می‌کنند که وجود نمایندگان از احزاب گوناگون در یک حوزه، به افراد بیشتری این امکان را می‌دهد تا مشکلاتشان را با نماینده‌ای که گوش شنوا دارد و آن‌ها را درک می‌کند در میان بگذارند.

### ضعف در برابر افراطی‌گری
چون نظام‌های تناسبی به احزاب کوچک امکان انتخاب شدن و فرستادن نماینده به پارلمان را می‌دهند، قاعدتاً کار احزاب افراطی را نیز برای ورود به پارلمان راحت‌تر می‌کنند. این احزاب با ورود به پارلمان می‌توانند جای پایشان را محکم‌تر کنند، ایدئولوژی‌شان را تبلیغ کنند، و هواداران بیشتری جذب کنند. منتقدان نمایندگی تناسبی معمولاً رشد حزب نازی در جمهوری وایمار را شاهدی بر این ادعایشان می‌گیرند ولی حامیان نمایندگی تناسبی، رشد سریع حزب نازی را معلول عوامل متعدد و پیچیده‌ای می‌دانند که حتی در نبود نظام تناسبی نیز لاجرم رخ می‌داد. آنان این مشکل را اغراق‌شده می‌دانند و به نبود شواهد کافی برای رشد افراطی‌گری در دهه‌های اخیر در اروپا اشاره می‌کنند. آن‌ها وجود حد نصاب معمولاً ۵ درصدی برای ورود احزاب به پارلمان را برای مقابله با افراطی‌گری کافی می‌دانند. حتی ممکن است حضور کم‌تعداد افراطی‌ها در پارلمان، امری مطلوب در نظر گرفته شود، زیرا جلو سرخوردگی و توسل آنان به خشونت یا سایر روش‌های نامطلوب برای رسیدن به اهداف را می‌گیرد.